# نايل روبرتس
نايل روبرتس (بالإنجليزية: Niall Roberts)‏ هو سباح غياني، ولد في 22 أبريل 1991 في جورج تاون في غيانا.

## وصلات خارجية
- نايل روبرتس على موقع الاتحاد الدولي للسباحة (الإنجليزية)
- نايل روبرتس على موقع اللجنة الأولمبية الدولية (الإنجليزية)
- نايل روبرتس على موقع أوليمبيديا (الإنجليزية)